# Морской змей (фильм)
«Морской змей» (исп. Serpiente de mar) — кинофильм производства Испании. Создан в 1984 году.

## Сюжет
В результате ядерного взрыва, случившегося в Атлантическом океане, было возвращено к жизни древнее морское чудовище. Этот монстр, которого все окрестили морским змеем, атакует испанское побережье, безжалостно нападая на маяки, лодки и пловцов.
Педро был капитаном судна, которое потопил морской змей. Моряк объединяется с другим потерпевшим — американским туристом, у которого погиб друг. К ним также присоединяется учёный-океанограф — профессор Тимоти Уэллс. Вместе они пытаются остановить морского монстра.

## В ролях
- Тимоти Боттомс — Педро Фонтан, капитан корабля
- Тэрин Пауэр — Маргарет
- Рэй Милланд — профессор Тимоти Уэллс, океанограф
- Джаред Мартин — первый помощник Лемарис
- Кэрол Джеймс
- Жерар Тичи
- Виктор Израэль
- Джек Тейлор
- Мигель де Гранди
- Хосе Каналейяс
- Леон Климовски
- Поль Бенсон

## Другие названия
- Испанское название: Serpiente de mar
- Русское название: Морской змей
- Английские названия: The Sea Serpent, Hydra-Monster of the Deep, Hydra
- Французское название: Hydra, le monstre des profondeurs